# هاینتس کاوفمان
هاینتس کاوفمان (آلمانی: Heinz Kaufmann؛ ۲۰ سپتامبر ۱۹۱۳ – ۳۱ اوت ۱۹۹۷) قایقران روئینگ اهل آلمان بود.
وی در مسابقات کشوری و بین‌المللی در مجموع برندهٔ ۱ مدال نقره، ۱ مدال برنز شده‌است.